# جورج آدم إليوت
جورج آدم إليوت هو سياسي كندي، ولد في 12 يونيو 1875 في North Middlesex, Ontario ‏ في كندا، وتوفي في 29 نوفمبر 1944. نشط حزبياً في حزب أونتاريو المحافظ التقدمي. وقد انتخب عضو برلمان مقاطعة أونتاريو وانتخب عضو مجلس العموم الكندي.